# Bristol (condado de Addison)
Bristol es un lugar designado por el censo ubicado en el condado de Addison en el estado estadounidense de Vermont. En el año 2010 tenía una población de 2,030 habitantes.

## Geografía
Bristol se encuentra ubicado en las coordenadas 44°8′6″N 73°4′50.87″O / 44.13500, -73.0807972.